# 岐阜県大垣市プロデュースアニメ
岐阜県大垣市プロデュースアニメ（ぎふけんおおがきしプロデュースアニメ）は、2018年より岐阜県大垣市がプロモーションとして製作しているWebアニメ。正式なシリーズタイトルは決まっていない。10分から15分程の短編アニメであり、2018年よりYouTubeにて公開されている。

## 概要
2018年4月8日に第1弾『おあむ物語 その夏、わたしが知ったこと』が公開された。おあむ物語をベースに、大垣市の過去と未来を描く。市制100周年記念事業の一環として制作された。
同年10月6日に第2弾『いつか会えるキミに』が配信された。50年後の大垣を描いた作品であり、「近未来アニメ」と銘打たれている。
2020年3月30日には第3弾『大垣まつりにいこうよ！』と第4弾『がきたびっ！〜青春お城編〜』が同時公開された。前者は大垣まつりを題材としたラブストーリーで、後者は大垣市の歴史と文化を3部構成で伝える内容となる。
2021年3月10日には第5弾『がきたびっ！〜あけちの故郷（ふるさと）編〜』が公開。明智光秀の出生地と言われている上石津町を舞台としている。
大垣市は2016年のアニメ映画『映画 聲の形』の聖地となり、多くの観光客が訪れた。市の商工観光課のスタッフによると、作中で描き切れなかった魅力を発信することを作品の大きな目的としている。また、ジャーナリストの河嶌太郎によると、市が権利を持っているキャラクターは既存作品よりもPRに使いやすいという利点があることから、市の情報誌などにも本作のキャラクターが用いられている。

## あらすじ

### おあむ物語 その夏、わたしが知ったこと
あんは、幼いころ水門川で拾った火縄銃の鉛玉を大事に持っている。帰り道を歩いているとたらい舟の船頭をしている姉のみおに出会う。みおの語る、おあむ物語の話を聞きながら、あんはあおむに思いを馳せる。
慶長5年（1600年）のおあむは籠城中、女の仕事として火縄銃の玉を生成していた。おあむと家族は大垣城からたらいで脱出するが、その間も皆の平和を願っていた。
川下りが終わり、みおは生まれ育った地元への感情を話す。あんはそれに共感はできないが、姉と同じくたらい舟の船頭になりたいと話す。

### いつか会えるキミに
大垣公園であんは、引っ越す予定の幼なじみのユウキに告白される。あんは、ユウキが他所にいる間に気持ちが変わることが心配で告白を受け入れられずに、その場から逃げ出してしまう。ふと気づくと周囲の景色が変わり、2068年の大垣市にタイムスリップしてしまう。
未来であんは少年・キボウとロボット・バトラーに出会う。キボウは、祖母から「今日困っている女の子に街を案内してあげて欲しい」と言われていたため、あんを連れて街を回る。あんは未来の大垣市を観光するうちに、時代を経て変わるものと変わらないものがあることに気づく。
神社であんはユウキのことを思い出し、ユウキが心変わりしてしまう不安をキボウとバトラーに話す。キボウは、自身があんの孫であり祖父の名前がユウキであることを告げる。ユウキが心変わりせずに戻ってくることを知ったあんは安堵する。
あんがタイムスリップしてきた場所に行き、キボウがバトラーの形のストラップを渡すと、あんは元の世界に戻る。ユウキに告白され、一度は不安になるが、キボウの言葉を思い出し、告白を受け入れる。

### 大垣まつりにいこうよ！
中学校に登校しようとしたあんは、生徒会長のあけちが、明智光秀のコスプレをしてあいさつ運動を行っているのを目撃する。
その後、あんは姉のみおと共に大垣まつりの稽古の見学に行く。そこであんは、お囃子の稽古をしているあけちに会い、祭りの当日には神楽軕を見るとあけちと約束をする。ゆうきは、あんのことを祭りに誘おうとするが、あんがあけちの話をすることにいら立ち、仲たがいしてしまう。
当日、あんとみおは二人で祭りに行く。みおは相生軕の伝説について説明し、言いたいことがあるならば話しに行くべきだと諭す。あんはゆうきに謝るために探し回るが見つからず、神社でお参りをする。そこでゆうきと会い、謝ったことで2人は仲直りする。
2人でみおの元に戻ると、そこにはあけちがいた。あけちは自らの恋が実らないことを知り、ショックを受ける。その後、4人で祭りを回ることになる。

### がきたびっ！〜青春お城編〜
みおはたらい舟を漕ぎながら、大垣市の歴史や文化について解説を行う。
第一章「大垣城」
城は1500年代初めごろに建設され、その後全国的にも珍しい四層の天守となる。関ヶ原の戦いでは西軍・石田三成の本拠地となる。
江戸時代には戸田家が城主となる。第二次世界大戦では天守が焼失するも、市民の力によって再建された。
第二章「大垣まつり」
1648年に八幡神社が再建されたことが起源。重要無形民俗文化財、ユネスコ無形文化遺産にも登録された。試楽は土曜日に、本楽は日曜日に行われる。
第三章「墨俣一夜城」
木下藤吉郎がわずかな期間で建設したことからその名が付けられた。当時は砦のような形をしていた。現在は歴史資料館となっている。

### がきたびっ！〜あけちの故郷（ふるさと）編〜
夏休みを迎えるあん・ゆうき・あけちは上石津町の緑の村公園でバーベキューをすることを決め、保護者としてみおも同行することになる。
旅行当日、まずは島津豊久の墓に向かう。関ヶ原の戦いで豊久が殿を務め亡くなったことや、島津家の名を残す功績となったことを、みおが3人に解説する。
その後4人は晴明神社に行く。あけちが、城ヶ平に山城があったことを語り、明智光秀の生誕の地多羅城である可能性もあると説明をする。その最中、あけちが不思議な声を聞く。
緑の村公園に到着する。ヤス・みっちゃん・ヒデの3人もバーベキューをしているのを目撃し、あんたちもバーベキューを楽しむ。片付けの最中、あけちが再び声を聞く。その言葉が「もんでこ（戻ってこい）」という言葉であると気づく。自然の声が「また帰ってこい」と言っているのではないかと思い、4人は再び上石津を訪れたいという気持ちを語る。

## 登場人物

### メインキャラクター
あん
声 - 三森すずこ
大垣市に住む女子中学生。
みお
声 - 佳村はるか
あんの姉。たらい舟の船頭。
ゆうき
声 - 堀江瞬
あんの幼なじみ。あんのことが好き。
あけち
声 - 松岡禎丞
生徒会長。あんに一方的に好意を抱いていた。

### サブキャラクター
おあむ
声 - 今村彩夏
『おあむ物語』に登場する過去の人物。
キボウ
声 - 井上雄貴
『いつか会えるキミに』に登場する2068年の人物。あんの孫。
バトラー
声 - 桑原由気
『いつか会えるキミに』に登場するキボウのロボット。
ヤス・みっちゃん・ヒデ
声 - 峯田大夢・前田誠二・酒井広大
歴史好きの3人組。

## スタッフ
|                              | 第1弾                  | 第2弾            | 第3弾                | 第4弾            | 第5弾            |
| ---------------------------- | ---------------------- | ---------------- | -------------------- | ---------------- | ---------------- |
| 原作                         | 中村航                 | 中村航           | 中村航               | 中村航           | 中村航           |
| 脚本                         | 中村航                 | 中村航           |                      |                  | 中村航           |
| 監督                         | 松本太                 | 松本太           |                      |                  |                  |
| 監督補                       | 小野修次               | 小野修次         |                      |                  |                  |
| キャラクターデザイン         |                        |                  |                      | 夏木かなた       |                  |
| 絵コンテ                     |                        |                  | 道解慎太郎（コンテ） | 濱本真理         | 西岡奈津         |
| 演出                         | 濱本真理               | 會田真依子       | 達富義経             |                  |                  |
| 作画監督                     |                        |                  |                      |                  | 渡部由紀子       |
| 美術監督                     | 金子雄司               | 金子雄司         | 根本洋行             |                  |                  |
| 色彩設計                     |                        |                  | 村口冬人             | 松原穂月         |                  |
| 撮影監督                     | 津吹悠介（撮影）       | 津吹悠介（撮影） | 柏木健太郎           | 滝澤竜           | 小島慎太朗       |
| 編集                         |                        |                  | 早川裕               | 川村綾           |                  |
| 3DCG                         | 若山温、榊枝利行、futa |                  |                      |                  |                  |
| 音響監督                     | 田中英行               | 田中英行         | ひらさわひさよし     | ひらさわひさよし | ひらさわひさよし |
| 音響制作                     | 榎本貴臣               | 榎本貴臣         | Cloud22              | Cloud22          | Cloud22          |
| 音楽                         | 真我光生               | 真我光生         |                      |                  |                  |
| プロデューサー               |                        | 村多正俊         | 村多正俊             | 村多正俊         | 村多正俊         |
| アニメーションプロデューサー | 望月重孝               | 望月重孝         |                      |                  | 濱本真理         |
| アニメーション制作           | アスラフィルム         | アスラフィルム   | ランチ・BOX          | asurafilm        | アスラフィルム   |
| アニメーションプロデュース   |                        |                  | asurafilm            |                  |                  |
| 大垣城模型資料               | 岐部博                 | 岐部博           |                      |                  |                  |
| 企画協力                     | ポニーキャニオン       |                  |                      |                  |                  |
| 総合プロデュース             |                        |                  | ポニーキャニオン     | ポニーキャニオン | ポニーキャニオン |
| 企画・製作                   | 大垣観光協会           | 大垣市           | 大垣市               | 大垣市           | 大垣観光協会     |

## 主題歌
「さよならおかえり」
第2弾より使用されている、あん（三森すずこ）によるエンディングテーマ。作詞は中村航、作曲・編曲は井内舞子。